# Sport Academy Zurich
Die Sport Academy Zurich (kurz SAZ) ist eine durch das Mittelschul- und Berufsbildungsamt des Kantons Zürich akkreditierte Privatschule, die zudem im Schweizer Privatschulregister eingetragen ist.

## Geschichte
Die Sport Academy Zurich wurde 2008 unter dem Namen „Football Academy Zurich“ gegründet. Der Sportlehrer René Furrer gründete die Schule damals gemeinsam mit seinem Vater Werner Furrer, mit Oldrich Svab, dem ehemaligen Fussballtrainer des Grasshopper Club Zürich und mit Vittorio Jenny, dem ehemaligen CEO des FC Basel. Die Schule war ausschliesslich für Fussballtalente zugänglich und das Training wurde unter anderem von ehemaligen Fussballprofis wie Martin Andermatt, Martin Brunner, Urs Schönenberger und Marc Hodel geleitet.
2010 folgte die Umbenennung in Sport Academy Zurich und die Schule wurde für weitere Sportarten und auch Tanzarten geöffnet. Seitdem haben Athleten aus den Sportarten Fußball, Leichtathletik, Basketball, Tennis, Golf Triathlon, Eiskunstlauf, Volleyball, Schwimmen, Eishockey, Ski, Wasserball sowie Tänzer aus den Tanzarten Zeitgenössischer Tanz und Ballett die SAZ besucht.
Im Jahre 2021 besuchten knapp 100 Schüler aus 10 verschiedenen Sportarten die SAZ.
In einer gemeinschaftlichen Unternehmung mit der Bildungsgruppe Academia, der Swiss Academy Group, widmet sich die Schule auch der gymnasialen Ausbildung von jungen Sport-, Tanz- und Musiktalenten.

## Absolventen
Christian Fassnacht, Eseosa Aigbogun, Toni Domgjoni, Maren Haile-Selassie, Seny Dieng, Gold Omotayo, Danilo Del Toro, Matteo Di Giusto, Fabio Dixon, Noah Lovisa, Klara Wildhaber